# Császárfácán
A császárfácán a madarak osztályának tyúkalakúak (Galliformes) rendjébe és a fácánfélék (Phasianidae) családjába tartozó hibrid madár.

## Felfedezése és rendszertani problémái
A fajt 1923-ban fedezte fel Jean Théodore Delacour francia természettudós, amikor Edward-fácánokat fogott be Vietnámban. A madarakat (egy párt) a Vietnám és Laosz határán levő Donghoi-hegységből kapta, ahol helyi lakosok fogták be őket. A két példányt átszállították épségben Franciaországba, ahol tenyészteni kezdték őket. Később ezen két egyed leszármazottai kerültek világszerte az állatkertekbe és magángyűjteményekbe. Később ugyan fogtak be további példányokat, de egyikük sem élte túl az utazást valamelyik nyugati országba.
Felfedezését követően eleinte külön nembe sorolták, melyet külön e faj miatt hoztak létre, így Hierophasis imperialis néven ismerték. Később átsorolták a csirkefácánok közé, a Lophura nembe.
A 20. század közepétől sokáig nem bukkantak élő egyedek nyomára és úgy tűnt, hogy végleg kihalt a madár, mikor 1990-ben újra felfedezték. Egy fiatal hímet fogtak be, majd 2000 februárjában egy újabb fiatal hímet sikerült befogni belőle.
A madarak tüzetes vizsgálata során derült ki, hogy azért olyan ritka, mert nem teljes értékű faj, hanem az annami fácán (Lophura hatinhensis) (melyet csak 1964-ben fedeztek fel Vietnámban) és az ezüstfácán vietnámi alfajának (Lophura nycthemena annamensis) természetes hibridje.

## Előfordulása
Laosz és Vietnám területén honos.

## Megjelenése
A testhossza 75 centiméter. A kakas széles farkú, háta egészen sötétkék, majdnem fekete, testének többi része is egészen mélykék. Arcfoltja élénkvörös, lábai karmazsinvörösek, szárnyvégei barnák, csőre fehéres. A tojó felül gesztenyebarna, alul valamivel világosabb barna színű.

## Fordítás
- Ez a szócikk részben vagy egészben  az   Imperial Pheasant című angol Wikipédia-szócikk ezen változatának fordításán alapul.  Az eredeti cikk szerkesztőit annak laptörténete sorolja fel. Ez a jelzés csupán a megfogalmazás eredetét és a szerzői jogokat jelzi, nem szolgál a cikkben szereplő információk forrásmegjelöléseként.